# Roger Maris
Roger Eugene Maris (Hibbing, 10 settembre 1934 – Houston, 14 dicembre 1985) è stato un giocatore di baseball statunitense di ruolo esterno nella Major League Baseball (MLB). Fu il detentore del record di fuoricampo in una stagione dal 1961 al 1998

## Carriera
Maris giocò per dieci stagioni nella Major League Baseball per Cleveland Indians (1957-1958), Kansas City Athletics (1959), New York Yankees (1960-1966) e St. Louis Cardinals (1967-1968). Nel 1961 stabilì il record MLB per fuoricampo, con 61, superando il precedente primato di Babe Ruth di 60 nel 1927. Questo record fu tuttavia messo in discussione dal commissioner Ford Frick, che affermò che Maris avrebbe dovuto batterlo in 154 gare (come era il calendario ai tempi di Ruth) invece che in 162. Il primato resistette fino al 1998, quando fu superato da Mark McGwire e più tardi nello stesso anno da Sammy Sosa.

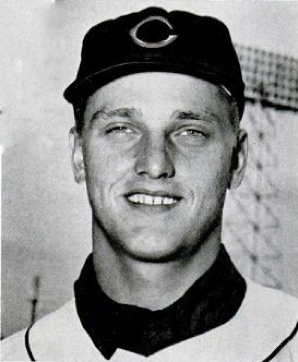
Maris nel 1957, il suo anno da rookie coi Cleveland Indians.

Maris iniziò a giocare nelle minor league nel 1953. Raggiunse le major nel 1957 con gli Indians dopo di che fu scambiato con gli Athletics durante la stagione 1958 e con i New York Yankees dopo quella del 1960. Con essi disputò le migliori annate della carriera, vincendo due World Series consecutive e fu premiato come MVP dell'American League per due volte. Concluse la carriera con i Cardinals con cui conquistò le sue terze World Series. Fu convocato per sette All-Star Game dal 1959 al 1962 (in quegli anni la lega ne teneva due l'anno).
Malgrado tali traguardi, Maris non è mai stato introdotto nella Baseball Hall of Fame. Il giornalista sportivo Greg Hansen criticò i suoi colleghi per averlo escluso nel 1977, affermando ci fossero molti esterni nella Hall of Fame a non avere mai vinto due titoli di MVP e che nessuno di essi ha mai battuto 61 fuoricampo. Hansen scrisse che Maris incolpava i media per le sue intrusioni nella sua vita privata e che tali rapporti tesi abbiano influenzato le votazioni.
Nello stesso periodo, Maris commentò di sapere che non sarebbe mai entrato nella Baseball Hall of Fame. "Lascerò la Hall of Fame ai geni che la votano. Non ci entrerò mai. L'ho sempre saputo. Non mi metterò a discutere con voi perché dovrei o non dovrei essere eletto. È come restare bruciati. Non ti liberi mai delle cicatrici" affermò.
Nel 2011, George Vecsey del New York Times definì Maris "un giocatore pazzesco per un breve numero di anni." Scrisse che Maris disputò due stagioni da Hall of Fame e che, mentre l'esterno giocò in un'epoca non influenzata dal doping, non avesse statistiche meritevoli di un'introduzione.
La Baseball Hall of Fame stabilì un "Golden Era Committee" nel 2010 per votare potenziali candidati che avevano giocato tra il 1947 e il 1972. Il comitato vota ogni tre anni dieci ex giocatori selezionati dalla Baseball Writers' Association of America (BBWAA); Maris non è comparso nei ballottaggi né nel 2011 né nel 2014.

## Palmarès

### Club
- World Series: 3

New York Yankees: 1961, 1962
St. Louis Cardinals: 1967

### Individuale
- MVP dell'American League: 2

1960, 1961
- MLB All-Star: 7

1959²–1962²
- Guanto d'oro: 1

1960
- Leader dell'American League in fuoricampo: 1

1961
- Leader dell'American League in punti battuti a casa: 2

1960, 1961
- Atleta maschile dell'anno dell'Associated Press - 1961
- Numero 9 ritirato dai New York Yankees